# Síndrome poscolecistectomía
El síndrome poscolecistectomía (SPC) describe la presencia de síntomas abdominales después de una colecistectomía (extirpación de la vesícula biliar).
Los síntomas ocurren en aproximadamente entre el 5% y el 40% de los pacientes que se someten a colecistectomía, y pueden ser transitorios, persistentes o de por vida. La condición crónica se diagnostica en aproximadamente el 10% de los casos después de la colecistectomía.
El dolor asociado con el síndrome poscolecistectomía suele atribuirse a la disfunción del esfínter de Oddi o a adherencias posquirúrgicas. Un estudio reciente de 2008 muestra que el síndrome poscolecistectomía puede ser causado por colelitiasis (microlitiasis biliar). Aproximadamente el 50% de los casos se deben a causas biliares como cálculo residual, lesión biliar, dismotilidad y quiste coledociano. El otro 50% se debe a causas no biliares. Esto se debe a que el dolor abdominal superior y los cálculos biliares son ambos comunes, pero no siempre están relacionados.
Las causas no biliares del SPC pueden deberse a un trastorno gastrointestinal funcional, como la dispepsia funcional.
La diarrea crónica en el síndrome poscolecistectomía es un tipo de diarrea por ácidos biliares (tipo 3). Esto puede tratarse con un secuestrante de ácidos biliares como la colestiramina, colestipol o colesevelam, que puede ser mejor tolerado.

## Presentación
Los síntomas del síndrome poscolecistectomía pueden incluir:
- Dispepsia, náuseas y vómitos.
- Flatulencia, distensión abdominal y diarrea.
- Dolor persistente en la parte superior derecha del abdomen.[10]

## Diagnóstico
- Ecografía de la cavidad abdominal.
- Análisis de sangre general y bioquímico.
- Colangiografía intravenosa.
- Esofagogastroduodenoscopia para examinar el estómago, el duodeno y la papila duodenal mayor.
- Colangiopancreatografía retrógrada.
- Análisis de lodo biliar obtenido mediante colangiopancreatografía retrógrada endoscópica (CPRE)
- SeHCAT u otra prueba para diarrea por ácidos biliares

## Tratamiento
Algunas personas pueden beneficiarse de la modificación de la dieta, como una dieta reducida en grasas, después de la colecistectomía. El hígado produce bilis y la vesícula biliar actúa como reservorio. Desde la vesícula, la bilis entra al intestino en porciones individuales. En ausencia de vesícula biliar, la bilis entra constantemente al intestino, pero en pequeñas cantidades. Así, puede ser insuficiente para la digestión de alimentos grasos. El tratamiento del síndrome poscolecistectomía depende de las alteraciones identificadas que lo provocaron. Normalmente se recomienda al paciente una dieta restringida en grasas, preparados enzimáticos, antiespasmódicos y, a veces, colagogos.[cita requerida]
Si el dolor es causado por microlitiasis biliar, el ácido ursodesoxicólico oral puede aliviar la condición.
Se recomienda un ensayo de tratamiento con secuestrante de ácidos biliares para la diarrea por ácidos biliares.
La dispepsia funcional se subdivide en síndrome de malestar epigástrico (EPS) y síndrome de plenitud posprandial (PDS). El tratamiento para EPS y PDS puede incluir inhibidores de la bomba de protones y antagonistas de dopamina. Los antidepresivos tricíclicos también han demostrado ser efectivos para las náuseas, vómitos, saciedad precoz, motilidad reducida y otros síntomas relacionados.
Cuando la investigación no revela anomalías en la cavidad abdominal, el médico tratante puede considerar el síndrome de atrapamiento del nervio cutáneo anterior (ACNES) como una posible causa. El ACNES puede presentarse con síntomas pseudoviscerales, como náuseas, distensión abdominal, diarrea y saciedad precoz.